# Gohlitzsee
Der Gohlitzsee ist ein rund 36,5 Hektar großes Gewässer auf der Gemarkung der
Gemeinde Kloster Lehnin im Landkreis Potsdam-Mittelmark in Brandenburg.

## Name
Der See wird 1663 als Golitzsche See zum ersten Mal urkundlich genannt. Der Name leitet sich vom altpolabischen Wort *gol'a für 'Heide, unbewaldete Stelle' ab (vgl. niedersorbisch gólica ='Heide, kahler Platz').

## Lage und Nutzung

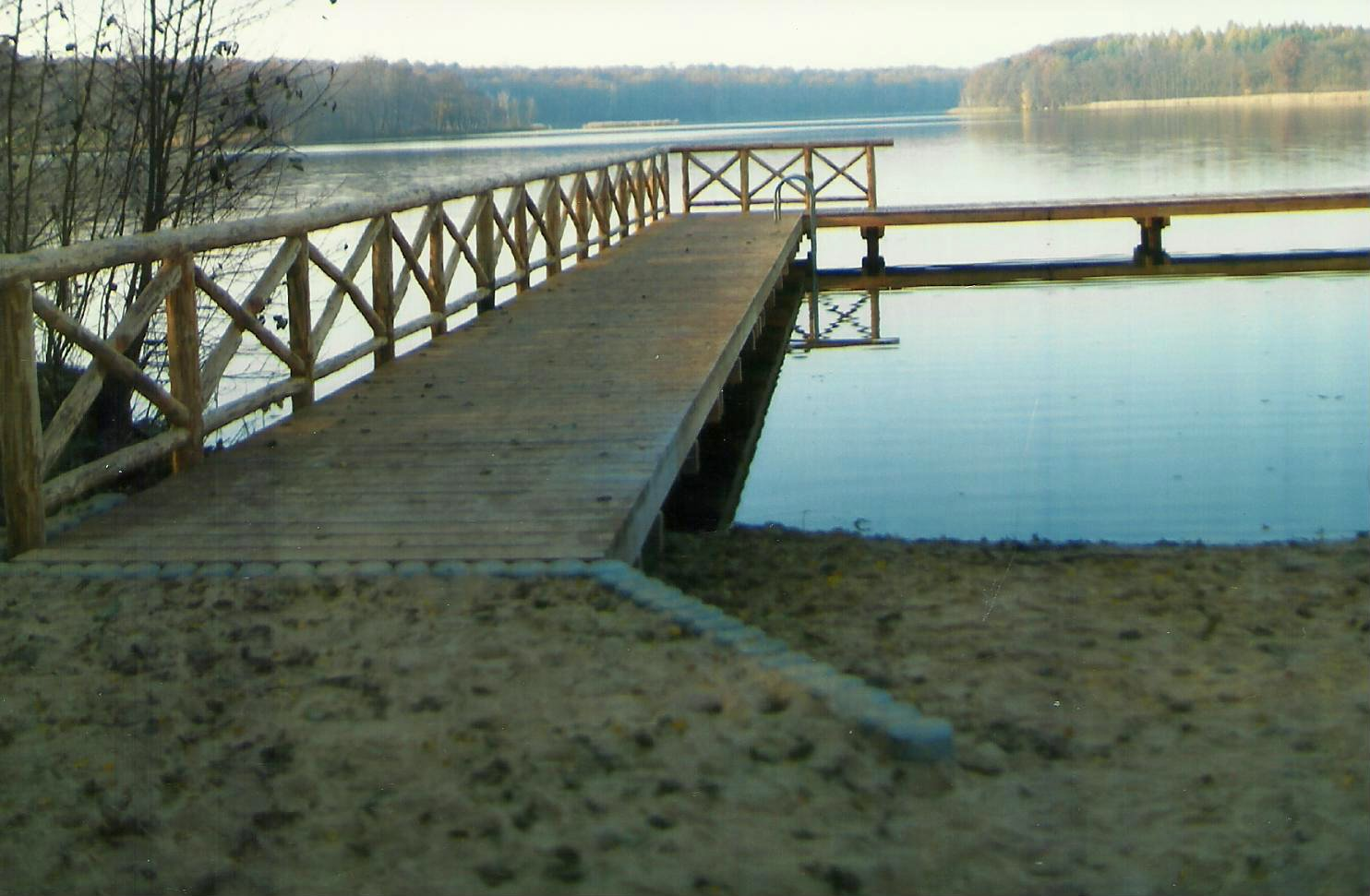
Badesteg in Rädel

Der See liegt südlich des Ortsteils Lehnin in einem Waldgebiet. Westlich des Sees liegt der Wohnplatz Großheide, östlich der Wohnplatz Gohlitzhof sowie im Süden der Ortsteil Kloster Lehnin. Er wird durch Grundwasser gespeist; im Südosten besteht ein Abfluss in den Emster Kanal.
In Lehnin und Rädel befindet sich je eine Badestelle. Der See wird außerdem für den Angelsport genutzt. Er gilt als fischreich; dort wurden Aale, Barsche, Güster, Hechte, Rotaugen, Rotfedern und der Zander nachgewiesen. Um den See führt ein Teil des Willibald-Alexis-Wanderwegs.

## Literarische Rezeption
Einer alten Sage zufolge soll im See das Dorf Gohlitz versunken sein. Die Sage berichtet davon, dass an hellen Vollmondnächten die Kirchenglocken zu Mitternacht zu hören seien.
Einer anderen Erzählung nach kam eine Hebamme aus Lehnin am See vorbei und wurde dort von einem kleinen Mädchen angesprochen. Sie schlug mit einem Zweig auf das Wasser und beide konnten trockenen Fußen zum Grund des Sees gelangen. Dort half sie einem kleinen Jungen auf die Welt. Der ebenfalls anwesende Vater bot der Hebamme an, als Bezahlung so viel Müll mitzunehmen, wie sie in ihrer Schürze tragen konnte. Als die Hebamme im Dunkeln zu Hause ankam, entzündete sie einen Kienspan und sah, dass der Müll zu Talern geworden war.
Im Jahr 2006 entstand am See der Kurzfilm Das Geheimnis von Gohlitzsee, der im Rathaus von Lehnin uraufgeführt und anschließend auf DVD veröffentlicht wurde.